# 26. april
26. april er dag 116 i året i den gregorianske kalender (dag 117 i skudår). Der er 249 dage tilbage af året.
Dagens navn: Cletus, den tredje pave efter Peter og Linus. Han dør omkring år 90. kaldes undertiden Anakletius.

### Begivenheder
Født - Dødsfald
- 1832 - Forfatteren Henrik Hertz, der hidtil har skrevet under mærke, vedkender sig sine pseudonymer, og dermed sit forfatterskab.
- 1920 - Folketingsvalg i kølvandet på påskekrisen.
- 1876 - Europas ældste (udenfor de britiske øer), eksisterende fodboldklub Kjøbenhavns Boldklub grundlægges, i dag en del af overbygningen F.C. København.
- 1923 - Den senere engelske konge, George 6., vies til Elizabeth Bowes-Lyon - den engelske dronningemoder, som dør i 2002.
- 1925 - Feltmarskal Paul von Hindenburg vælges til præsident (Reichspräsident) i Tyskland under Weimarrepublikken.
- 1933 - Gestapo, Nazitysklands hemmelige politi, oprettes.
- 1937 - Guernica, baskernes vigtigste by, bombes af tyske fly; 1645 omkommer, og 900 kvæstes.
- 1942 - Den værste minekatastrofe i historien indtræffer i Manchuriet, Kina, hvor 1.549 minearbejdere omkommer ved en eksplosion.
- 1959 - De første civile jetfly - en Caravelle - kommer til Danmark.
- 1964 - Tanzania dannes ved en samling af Tanganyika og Zanzibar.
- 1985 - Bullshit-rockeren Palle Blåbjerg likvideres med maskinpistol på åben gade i Valby.
- 1986 - Tjernobylulykken på atomreaktor nr. 4 ved Tjernobyl i Ukraine medfører den største, civile atomkatatrofe og udbredt radioaktiv forurening over det meste af Europa og Sovjetunionen.
- 1987 - Lederen af den højreorienterede franske Den Nationale Front, Jean-Marie le Pen, stiller op som præsidentkandidat.
- 1995 - Polens præsident Lech Wałęsa er på officielt besøg i Danmark.
- 2005 - Syrien trækker sine styrker ud af Libanon for at følge linjen i en FN-resolution. Denne begivenhed kaldes også for Cedertræsrevolutionen.
- 2007 - Bronzenatten - bølleoptøjer blandt russisksprogede i Tallinn

### Født
- 121 - Marcus Aurelius, romersk kejser (død 180).
- 1579 - Marie af Medici, fransk regerende dronning (død 1642).
- 1711 - David Hume, skotsk filosof og historiker (død 1776).
- 1798 - Eugène Delacroix, fransk kunstmaler (død 1863).
- 1812 - Alfred Krupp, tysk industrimand (død 1887).
- 1849 - Olaf Poulsen, dansk skuespiller (død 1923).
- 1886 - Olaf Rude, dansk maler (død 1957).
- 1888 - Olaf Henriksen, dansk professionel baseballspiller (død 1962).
- 1889 - Ludwig Wittgenstein, østrigsk filosof (død 1951).
- 1894 - Rudolf Hess, tysk nazileder og Hitlers stedfortræder (død 1987).
- 1897 - Douglas Sirk, tysk-amerikansk filminstruktør (død 1987).
- 1900 - Charles Francis Richter, amerikansk geofysiker (død 1985).
- 1910 - Else Petersen, dansk skuespillerinde (død 2002).
- 1916 - George Tuska, amerikansk tegneserieillustrator (død 2009).
- 1917 - I.M. Pei, kinesisk-amerikansk arkitekt (død 2019).
- 1925 - Jørgen Ingmann, dansk guitarist (død 2015).
- 1926 - Erik Mortensen, dansk modeskaber (død 1998).
- 1945 - Ole Hasselbalch, dansk forfatter, jur.dr. og professor (død 2019).
- 1956 - Jacob Bojsen-Møller, dansk sejlsportsmand og sejlmager.
- 1956   - Gorm Hovaldt, dansk trompetist.
- 1957 - Jørn Stjerneklar, dansk fotograf
- 1963 - Martin Hall, dansk musiker, komponist og forfatter.
- 1964 - Jens Unmack, dansk musiker og sangskriver.
- 1978 - Peter Madsen, dansk fodboldspiller.
- 1986 - Anne Bakland, dansk komiker.
- 1992 - Aaron Judge, Amerikansk baseballspiller.
- 1994 - Victor Lander, dansk komiker.

### Dødsfald
- 1731 - Daniel Defoe, engelsk forfatter (født 1660).
- 1815 - Carsten Niebuhr, tysk-dansk opdagelsesrejsende (født 1733).
- 1848 - J.Th. Lundbye, dansk kunstmaler (født 1818).
- 1865 - John Wilkes Booth, amerikansk skuespiller og Lincolns drabsmand (født 1838) - dræbt under arrestering.
- 1910 - Bjørnstjerne Bjørnson, norsk forfatter, folkeleder og modtager af Nobelprisen i litteratur (født 1832).
- 1914 - Eduard Suess, østrigsk geolog (født 1831).
- 1938 - Edmund Husserl, tysk filosof (født 1859).
- 1946 - Oluf Ring, dansk komponist (født 1884).
- 1968 - John Heartfield, tysk kommunistisk grafiker (født 1891).
- 1984 - Count Basie, amerikansk jazzmusiker og orkesterleder (født 1904).
- 1989 - Lucille Ball, amerikansk komiker og skuespiller (født 1911).
- 2000 - Egon Weidekamp, dansk overborgmester i København (født 1921).
- 2017 - Jonathan Demme, amerikansk filminstruktør (født 1944).

|  | Denne datoartikel kan blive bedre, hvis der indsættes et (bedre) billede Du kan hjælpe ved at afsøge Wikimedia Commons for et passende billede eller uploade et godt billede til Wikimedia Commons iht. de tilladte licenser og indsætte det i artiklen. |